# Asteio di Durazzo
Asteio di Durazzo, detto anche Astio o Aberisto (I secolo – Durazzo, 100 circa), fu un vescovo vissuto alla fine del I secolo.
Venerato dalla Chiesa cattolica come santo e martire, la sua memoria liturgica ricorre il 5 luglio, come tramanda anche il Sinassario Costantinopolitano, anche se il Menologio di Basilio e l'Annus ecclesiasticus graeco-slavicus ne fissano la memoria al 6 luglio.

## Biografia
Vescovo della città di Durazzo, nell'odierna Albania, al tempo dell'imperatore Traiano (98-117), Asteio venne catturato su ordine del prefetto dell'Illiria, Agricolao, e costretto ad adorare i simulacri del dio Dioniso. Al suo rifiuto, il santo venne barbaramente flagellato e quindi legato ad una croce, dopo essere stato cosparso di miele e abbandonato al calore e alle punture degli insetti. Era, stando alle fonti, l'anno 100.
Proprio in quei giorni un gruppo di cristiani, Luciano, Esichio, Papio, Saturnino e Germano, sfuggiti alle persecuzioni locali e desiderosi di rifugiarsi a Durazzo, si imbatterono nel cadavere di Asteio martirizzato sulla croce. Confortati dal suo sacrificio, non ebbero timore di dichiararsi seguaci di Cristo e vennero tutti uccisi.